# José Alberto Cañas
José Alberto Cañas Ruiz-Herrera (Jerez de la Frontera, 27 mei 1987) is een Spaans profvoetballer die doorgaans als verdedigende middenvelder speelt. Hij tekende in juli 2016 een driejarig contract bij PAOK Saloniki, dat hem transfervrij overnam van Espanyol.

## Clubcarrière
Cañas komt uit de jeugdopleiding van Real Betis. Hij debuteerde op 3 mei 2009 tegen Atlético Madrid in het eerste elftal. Echter degradeerde het team naar de Segunda División. In 2010 werd hij definitief bij de selectie gehaald. Hij speelde 15 competitiewedstrijden. Real Betis werd kampioen in de Segunda División, waardoor het weer naar het hoogste niveau promoveerde. In de twee daaropvolgende seizoenen werd hij basisspeler. In april 2013 weigerde hij om zijn aflopende contract te verlengen. Swansea City nam de defensieve middenvelder daarop transfervrij over. Cañas tekende een driejarig contract bij de Welshe club. In 2014 maakte hij transfervrij de overstap naar het Spaanse Espanyol, waarna hij in de zomer van 2016 een contract tekende bij PAOK Saloniki.  

## Trivia
Cañas' oom, Juan José Cañas Gutiérrez, speelde bijna 400 officiële wedstrijden voor Real Betis. Hij speelde vijftien seizoenen voor de club.
1 Pavlenka ·
2 Camara ·
4 Peña ·
5 Michailidis ·
6 Lovren ·
7 Konstantelias ·
9 Tsjalov ·
11 Taison ·
14 Živković ·
15 Colley ·
16 Kędziora ·
18 Gómez ·
19 Otto ·
20 Vieirinha  ·
21 Rahman ·
22 Schwab ·
23 Sastre ·
25 Thymianis ·
27 Ozdojev ·
28 Wieteska ·
42 Kotarski ·
47 Shoretire ·
70 Samatta ·
71 Thomas ·
77 Despodov ·
80 Pelkas ·
82 Meïté ·
99 Tsiftsis ·
Coach: Lucescu